# Daniel Jacobs
Daniel Jacobs (3 de febrero de 1987) es un boxeador profesional estadounidense poseedor del título de la AMB (Asociación Mundial del Boxeo) del peso mediano, título que poseía desde 2014. Apodado el "Hombre del Milagro" ya que sobrevivió a un cáncer de huesos, la carrera de Jacobs estuvo casi parada en 2012 debido a dicha enfermedad. Debió hacer una recuperación completa después de estar 19 meses apartado del deporte.

## Carrera amateur
Jacobs tuvo un récord amateur de 137 peleas ganadas y 7 pérdidas, totalizando 144 peleas en el amateurismo.

## Vida personal
En mayo de 2011, Jacobs fue diagnosticado con osteosarcoma, una forma amenazante de cáncer de huesos. Después de recibir tratamiento exitoso en NewYork–Presbyterian Hospital regresó al ring.

## Récord profesional
| 37 Ganadas (31 KOs), 3 Derrotas |        |                        |      |               |            |                                                  |                                                                                               |
| Res.                            | Récord | Oponente               | Tipo | Rd., Tiempo   | Datos      | Localidad                                        | Notas                                                                                         |
| G                               | 1–0    | Jose Jesus Hurtado     | TKO  | 1 (4), 0:29   | 2007-12-08 | MGM Grand, Grand Garden Arena, Las Vegas         |                                                                                               |
| G                               | 2–0    | Hector Lopez           | KO   | 1 (4), 1:05   | 2008-01-25 | Cicero Stadium, Cicero, Illinois                 |                                                                                               |
| G                               | 3–0    | Alexander Volkov       | TKO  | 2 (4), 2:57   | 2008-02-16 | MGM Grand Garden Arena, Paradise, Nevada         |                                                                                               |
| G                               | 4–0    | Matt Palmer            | TKO  | 1 (4), 2:43   | 2008-03-22 | Morongo Casino Resort & Spa, Cabazon, California |                                                                                               |
| G                               | 5–0    | Leshon Sims            | TKO  | 4 (4), 2:31   | 2008-04-19 | Thomas & Mack Center, Paradise, Nevada           |                                                                                               |
| G                               | 6–0    | Jose Pena              | TKO  | 1 (4), 0:53   | 2008-05-03 | Home Depot Center, Carson, California            |                                                                                               |
| G                               | 7–0    | Julio Perez            | TKO  | 1 (6), 1:49   | 2008-07-04 | Dodge Arena, Hidalgo, Texas                      |                                                                                               |
| G                               | 8–0    | Sergio Rios            | KO   | 1 (6), 2:46   | 2008-07-23 | Morongo Casino Resort & Spa, Cabazon             |                                                                                               |
| G                               | 9–0    | Ramon Espinoza         | TKO  | 1 (6), 0:57   | 2008-09-13 | MGM Grand Garden Arena, Paradise, Nevada         |                                                                                               |
| G                               | 10–0   | Emmanuel Gonzalez      | UD   | 6             | 2008-09-27 | Home Depot Center, Carson, California            |                                                                                               |
| G                               | 11–0   | Tyrone Watson          | KO   | 1 (6), 2:29   | 2008-10-18 | Boardwalk Hall, Atlantic City, New Jersey        |                                                                                               |
| G                               | 12–0   | Jimmy Campbell         | TKO  | 3 (6), 2:59   | 2008-11-08 | Madison Square Garden, Nueva York                |                                                                                               |
| G                               | 13–0   | Victor Lares           | TKO  | 2 (8), 2:44   | 2008-12-06 | MGM Grand Garden Arena, Paradise, Nevada         |                                                                                               |
| G                               | 14–0   | Jose Luis Cruz         | KO   | 1 (6), 2:59   | 2009-02-28 | Toyota Center, Houston, Texas                    |                                                                                               |
| G                               | 15–0   | Jose Varela            | KO   | 2 (8), 1:29   | 2009-04-24 | UIC Pavilion, Chicago, Illinois                  |                                                                                               |
| G                               | 16–0   | Michael Walker         | UD   | 8             | 2009-05-02 | MGM Grand Garden Arena, Paradise, Nevada         |                                                                                               |
| G                               | 17–0   | George Walton          | TKO  | 8 (10), 1:59  | 2009-06-26 | Desert Diamond Casino, Tucson, Arizona           |                                                                                               |
| G                               | 18–0   | Ishe Smith             | UD   | 10            | 2009-08-22 | Toyota Center, Houston, Texas                    | Gana el título vacante WBO–NABO del peso mediano                                              |
| G                               | 19–0   | José Rodríguez Berrio  | RTD  | 1 (8), 3:00   | 2010-03-27 | Hard Rock Hotel and Casino, Paradise, Nevada     |                                                                                               |
| G                               | 20–0   | Juan Astorga           | TKO  | 2 (10), 0:51  | 2010-05-15 | The Theater at Madison Square Garden, Nueva York | Retiene el título WBO–NABO del peso mediano; Gana el título vacante NABF del peso mediano     |
| D                               | 20–1   | Dmitry Pirog           | TKO  | 5 (12), 0:57  | 2010-07-31 | Mandalay Bay Events Center, Paradise, Nevada     | Por el título mundial vacante de la WBO del peso mediano                                      |
| G                               | 21–1   | Jesse Orta             | TKO  | 5 (8), 3:00   | 2010-12-18 | Colisée Pepsi, Quebec City, Quebec, Canadá       |                                                                                               |
| G                               | 22–1   | Robert Kliewer         | KO   | 1 (10), 1:44  | 2011-03-05 | Honda Center, Anaheim, California                |                                                                                               |
| G                               | 23–1   | Josh Lutheran          | TKO  | 1 (8), 1:13   | 2012-10-20 | Barclays Center, Nueva York                      |                                                                                               |
| G                               | 24–1   | Chris Fitzpatrick      | RTD  | 5 (8), 3:00   | 2012-12-01 | Madison Square Garden, Nueva York                |                                                                                               |
| G                               | 25–1   | Keenan Colins          | TKO  | 4 (8), 2:06   | 2013-04-27 | Barclays Center, Nueva York                      |                                                                                               |
| G                               | 26–1   | Giovanni Lorenzo       | TKO  | 3 (10), 2:05  | 2013-08-19 | Best Buy Theater, Nueva York                     | Gana el título vacante WBC Continental Americas del peso mediano                              |
| G                               | 27–1   | Milton Nuñez           | TKO  | 1 (10), 2:25  | 2014-03-15 | Coliseo Rubén Rodríguez, Bayamón, Puerto Rico    |                                                                                               |
| G                               | 28–1   | Jarrod Fletcher        | TKO  | 5 (12), 2:58  | 2014-08-09 | Barclays Center, Nueva York                      | Gana el título mundial vacante WBA (Regular) del peso mediano                                 |
| G                               | 29–1   | Caleb Truax            | TKO  | 12 (12), 2:12 | 2015-04-24 | UIC Pavilion, Chicago, Illinois                  | Retiene el título WBA (Regular) del peso mediano                                              |
| G                               | 30–1   | Sergio Mora            | TKO  | 2 (12), 2:55  | 2015-08-01 | Barclays Center, Nueva York                      | Retiene el título WBA (Regular) del peso mediano                                              |
| G                               | 31–1   | Peter Quillin          | TKO  | 1 (12), 1:25  | 2015-12-05 | Barclays Center, Nueva York                      | Retiene el título WBA (Regular) del peso mediano                                              |
| G                               | 32–1   | Sergio Mora            | TKO  | 7 (12), 2:08  | 2016-09-09 | Santander Arena, Reading, Pennsylvania           | Retiene el título WBA (Regular) del peso mediano                                              |
| D                               | 32–2   | Gennady Golovkin       | UD   | 12            | 2017-03-18 | Madison Square Garden, Nueva York                | Por los Títulos Mundiales de la Super WBA, del WBC, de la IBF y de la IBO en el peso mediano. |
| G                               | 33–2   | Luis Arias             | UD   | 12            | 2017-11-11 | Nassau Coliseum, Uniondale, Nueva York           |                                                                                               |
| G                               | 34–2   | Maciej Sulecki         | UD   | 12            | 2018-04-28 | Barclays Center, Brooklyn, Nueva York            |                                                                                               |
| G                               | 35–2   | Sergiy Derevyanchenko  | SD   | 12            | 2018-10-27 | Nassau Coliseum, Uniondale                       | Gana el título mundial vacante de la IBF del peso mediano.                                    |
| D                               | 35–3   | Saúl Álvarez           | UD   | 12            | 2019-05-04 | T-Mobile Arena, Las Vegas, Nevada                | Pierde el título IBF Mediano Por los títulos WBA (Super), WBC, The Ring, y Lineal.            |
| G                               | 36–3   | Julio Cesar Chavez Jr. | RTD  | 5 (12), 3:00  | 2019-12-20 | Talking Stick Resort Arena, Phoenix              |                                                                                               |
| G                               | 37–3   | Gabriel Rosado         | SD   | 12            | 2020-11-27 | Seminole Hard Rock Hotel and Casino, Hollywood   |                                                                                               |
| D                               | 37–4   | John Ryder             | SD   | 12            | 2022-02-12 | Alexandra Palace, Londres                        |                                                                                               |